# آنا لي والدو
آنا لي والدو (بالإنجليزية: Anna Lee Waldo)‏ (16 فبراير 1925)؛ كاتِبة وروائية أمريكية. درست في جامعة ولاية مونتانا.